# Rat svjetova (roman)
“Rat svjetova” (eng. “The War of the Worlds”) je rani ZF roman kojeg je 1898. napisao H. G. Wells. Radnja se odvija oko invazije i okupacije Engleske od Marsovaca uz pomoć visoko naprednih strojeva i oružja. To je jedan od najranijih prikaza izvanzemaljske invazije Zemlje u povijesti književnosti.
Roman je pisan u prvom licu jednine, tj. priču pripovjeda anonimni pripovjedač koji se našao usred bitke te postao svjedokom uništenja Londona te okolnih naselja. Radnja je podvrgnuta raznoraznim interpretacijama, ponajviše kao komentar na teoriju evolucije, britanski imperijalizam i kolonijalizam te općenito viktorijanske strahove te predrasude. Kada je izdan, “Rat svjetova” je klasificiran kao “znanstvena romansa”. Mnogi su hvalili Wellsovu maštu te njegovo predviđanje raznih tehnoloških strojeva i dostignuća u doba kada još ni avioni nisu letjeli Zemljom. Po romanu su snimljena tri filma; jedan 1953. a čak dva u 2005.; jedan kojeg je režirao Steven Spielberg, a drugi kojeg je režirao Timothy Hines.

## Radnja
U posljednjim godinama 19. stoljeća Zemlja je bila pomno promatrana od inteligentnih bića s Marsa. Taj planet, s udaljenosti od 140.000.000 milja od Sunca, prima samo polovicu topline što ga prima Zemlja, te je stoga život na njemu ne samo udaljeniji od svojega početka, nego i bliži svojem kraju. Stoga su na toplu Zemlju gledali kao planet topline koji je podoban za njihovu koloniju. Pripovjedač, novinar, priča kako se našao u opservatoriju u Ottershawu gdje je s teleskopom uočio crvenkasti bljesak na rubu Marsovog diska. I njegov kolega, Ogilvy je to primijetio, uočivši plamenac plina koji je uzletio prema Zemlji. Nekoliko dana kasnije, “meteor” je pao na Horsell, jugozapadno od Londona. Pripovjedač te nekoliko znatiželjnih prolaznika je stiglo na mjesto pad te su primijetili da se zapravo radi o ogromnom valjku s Marsa iz kojeg su nakratko provirili Marsovci – bića velika kao medvjedi, izgledom nalik na hobotnice – ali su opet ušli zbog velike Zemljine gravitacije. Ubrzo su otkrili svoje nakane kad su toplinskom zrakom ubili nekoliko ljudi u blizini.
Nakon napada, pripovjedač je sa suprugom napustio dom i izbjegao u Leatherhead. Ubrzo su Marsovci sastavili ogromne strojeve tronošce, Stvari, s kojima su pucali iz svojih toplinskih zraka i počeli napad na ljudska područja. S lakoćom su pobijedili vojsku. Pripovjedač se vratio kući te sreo na putu topnika koji ga je obavijestio da je još jedan valjak sletio između Wokinga i Leatherheada, čime je ostao odsječen od svoje surpuge. Kod Sheppertona, topovi su izbacili nekoliko granata na kukuljicu kad je Marsovac podizao kutiju za proizvodnju toplinske zrake: granata je prasnula u lice Stvari, kukuljica se nadula, bljesnula a onda ju je kovitlac eksplozije odnio u desecima izderanih fragmenata crvenog mesa. Stvar je potom udarila u zvonik crkve te se svalila u rijeku. Ipak, taj mali trijumf za ljude bila je samo iznimka koja nije zaustavila invaziju.
Istodobno, 6 milijuna stanovnika Londona počelo je s masovnim bijegom. Među izbjeglicama se našao i brat pripovjedača koji je uspio spasiti dvije dame od nekih lopova te s njima pobjeći. Marsovci su također, namjerno ili ne, poveli sjeme s Marsa, koje je dospjelo do tla te se rapidno proširilo u obliku crvene trave. Pripovjedač se sakrije u ruševinama zgrade prije nego što još jedan valjak sleti u blizini, čime je prisiljen skrivati se tamo s jednim kapelanom koji polako gubi razum te misli da je stigao Sudnji dan. Kroz rupu u zidu, promatraju kako se Marsovci hrane krvlju ljudi. Time je uspio detaljno promatrati izvanzemaljce – kod njih nije postojalo ništa od probavnog sustava koji imaju ljudi; Marsovci su bili glave – i samo glave. Kad je kapelan poludio te krenuo prema izvanzemaljcima, ovi su ga zarobili te ubili, dok se pripovjedač uspio sakriti. Nakon 15 dana, izašao je van te krenuo prema Londonu. Ponovno sretne topnika koji planira ponovno izgraditi civilizaciju pod zemljom te se privremeno pomiriti da su ljudi sad svrgnuti s trona Zemlje, kako bi vladala kakva-takva koegzistencija s osvajačima. Kad stigne u London, pripovjedač se razveseli kada primijeti da su Marsovci umrli – od bakterija, na koje nemaju razvijeni imunitet. Svijet je time spašen. Kad se vrati u razrušenu kuću, pripovjedač ponovno sretne svoju suprugu.

## Citat
"...Bilo je to neizbježno. Čovjek je svoje nasljedno pravo na Zemlji kupio milijardama smrti, i stoga je ona njegova, i ne da se došljacima; ona bi njegovom i ostala sve da su Marsijanci i 10 puta moćniji nego što jesu. Jer ljudi uzalud niti žive niti umiru."

## Vanjske poveznice
- Komentari i izvori povijesti "Rata svjetova"  Arhivirana inačica izvorne stranice od 31. prosinca 2006. (Wayback Machine)
- Izdanje romana 2008.
- Sveukupni tekst sa zvukom  Arhivirana inačica izvorne stranice od 3. kolovoza 2009. (Wayback Machine)
- TIME arhiva  Arhivirana inačica izvorne stranice od 4. studenoga 2010. (Wayback Machine) Pogled na percepcije romana kroz vrijeme